# Joe Rahon
Joe Rahon (San Diego, 1º ottobre 1993) è un ex cestista statunitense.